# William Betty
William Henry West Betty (Shrewsbury, 13 settembre 1791 – Londra, 24 agosto 1874) è stato un attore teatrale britannico, popolare bambino prodigio del teatro britannico agli inizi del XIX secolo.

## Biografia

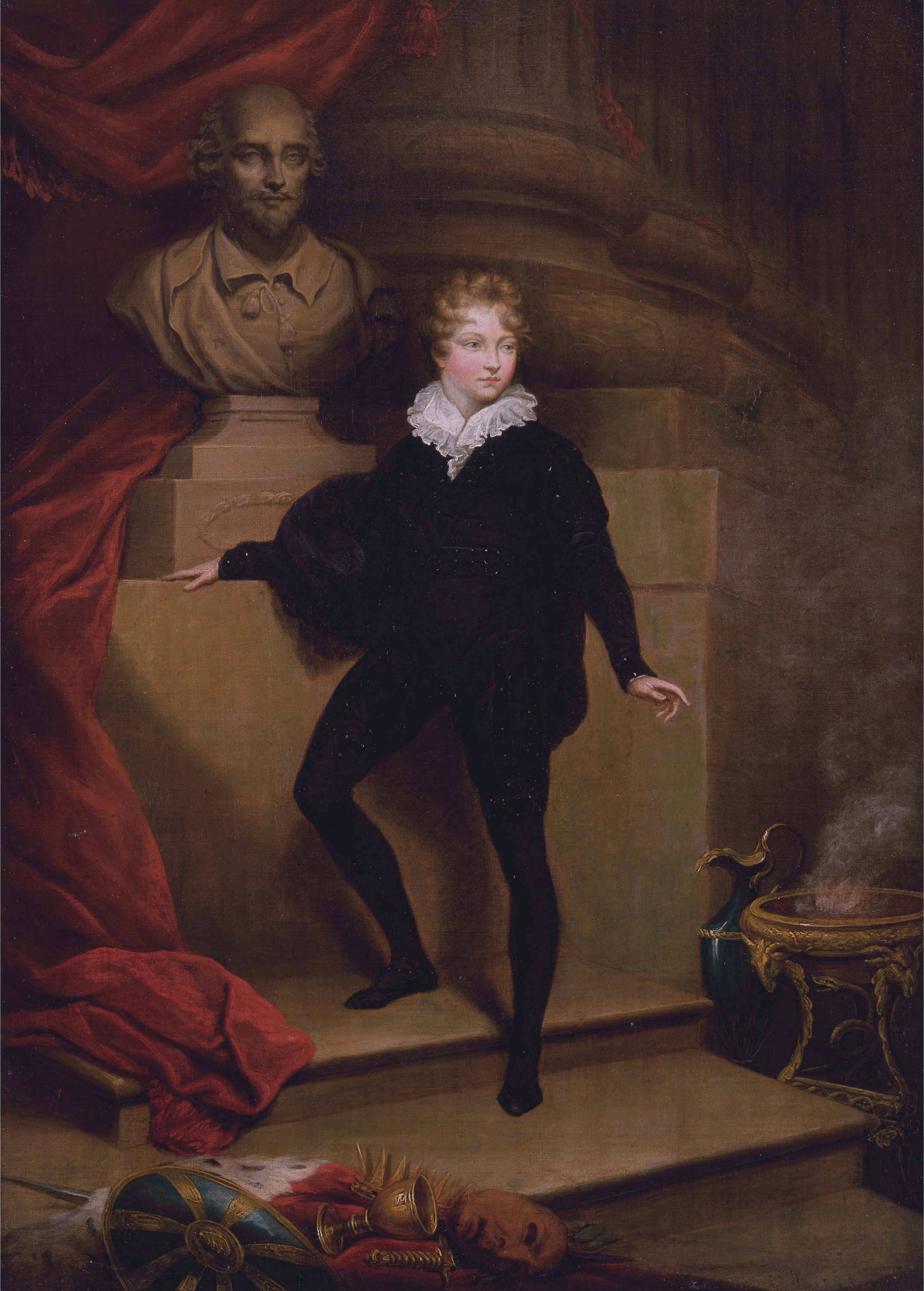
William Betty nel ruolo di Amleto, in un dipinto di James Northcote

Mostrando un vivo desiderio di esibirsi sul palcoscenico dopo aver assistito ad una rappresentazione teatrale a Belfast, il piccolo William Betty fu affidato al suggeritore teatrale del Teatro di Belfast, Thomas Hough, perché lo istruisse nei rudimenti del mestiere.
Nato in Inghilterra, William Betty era di famiglia agiata. Certe gravi difficoltà finanziarie attraversate allora dal padre possono giustificare il fatto, insolito, che le inclinazioni in campo artistico del bambino non siano rimaste ristrette al solo ambito familiare ma lo si abbia incoraggiato ad intraprendere una carriera pubblica nella speranza di ottenerne un guadagno.
Non essendosi ancora sviluppato un vasto repertorio di opere teatrali con bambini come protagonisti, l'esperienza di William Betty si colloca in buona parte ancora nell'ambito dei bambini prodigio capaci di interpretare in giovane età parti di adulto.
William Betty esordì l'11 agosto 1803, a Belfast, a 11 anni, nel ruolo di Osmir nello Zaïre di Voltaire. Cimentandosi in un ruolo di adulto la sua interpretazione suscitò grande curiosità e stupore e fu ricevuta con grandi consensi.
Interpretò quindi con eguale successo la parte del giovane Norval nel Douglas di John Home, una parte questa volta più consona ad un attore bambino.
La fama di William Betty cominciò a diffondersi ed il 28 novembre 1803 debuttò al Theatre Royal di Dublino sempre nel Douglas di John Home, ma poi nuovamente in ruoli adulti: Frederick in Lovers' Vows di Elizabeth Inchbald, Tancredi nell'omonimo dramma di Voltaire, per finire con Amleto nell'opera di William Shakespeare. Fu un successo clamoroso che coinvolse tutta la città.
Dopo Belfast e Dublino, William Betty si esibì in trionfali tournée in Scozia e Inghilterra. L'attore era ormai pronto per il Covent Garden di Londra dove debuttò il 1 dicembre 1804 di fronte ad un pubblico che le cronache del tempo descrivono come impazzito dall'entusiasmo. Anche il Principe di Galles assistette alla rappresentazione. L'attore interpretò Selim nel Barbarossa or the Freedom of Algiers di John Brown, una imitazione del Mérope di Voltaire. Il successo si ripeté anche negli anni successivi al Drury Lane. A William Betty fu assicurato un salario di oltre 75 ghinee a notte, assolutamente senza precedenti per quei tempi. A lui furono dedicati dipinti da ritrattisti famosi come Margaret Carpenter, John Opie e James Northcote.
Nel 1808 l'attore si ritirò temporaneamente dalle scene per frequentare il Christ's College a Cambridge.
Terminati gli studi ed ottenuta la laurea, nel 1812 fu invitato nuovamente al Covent Garden ma più che della sua interpretazione come attore (giudicata deludente) si parlò ancora con simpatia della sua carriera passata. Passarono nove anni prima che all'attore fosse offerta una nuova occasione di esibirsi a Londra nel 1821. Questa volta l'insuccesso fu tale da indurlo finanche a un tentativo di suicidio. Nel 1824 abbandonò definitivamente le scene. Il successo come attore bambino aveva comunque dato a lui e alla sua famiglia sicurezza finanziaria e poté quindi trascorrere il resto della propria vita nell'agio, dedicandosi ad opere di beneficenza per il teatro.
Morì il 24 agosto 1874 a Ampthill Square, a Londra.